# 一一一一一
『一一一一一』（いちいちいちいちいち）は、福永信による短編集。2011年11月15日に、河出書房新社より出版された。

## 内容
漢数字の『一』を五つ並べた題名であり、会話のみで構成された内容の極めて珍しい作品。
帯文は小説家の円城塔による。

### 収録作
- 一二（『文藝』2010年春号）
- 一二三（『文藝』2009年秋号）
- 一（『文藝』2010年春号）
- 二一（『すばる』2009年1月号）